# Minoru Tanaka
Minoru Tanaka (27 de outubro de 1966 - 25 de abril de 2011) foi um ator japonês.